# Инграм, Джон Генри
Джон Генри Инграм (16 ноября 1842 — 12 февраля 1916) — английский биограф и редактор, проявлявший особый интерес к Эдгару Аллану По.
Инграм родился на Сити Роуд 29, расположенной на площади Финсбери, Мидлсекс, и умер в Брайтоне, Англия. Его семья жила в Сток Ньюингтоне, воспоминания о котором появляются в работах По.
Джон. Генри Инграм посвятил себя восстановлению репутации По, опороченной сомнительными мемуарами Руфуса Уилмота Грисволда. Инграм опубликовал первую достоверную биографию писателя и четырёхтомное собрание его работ. Переписка Сары Хелен Уитмен с Инграмом, вкупе с её письмами По и дагерротипом с портретом писателя были добавлены в библиотеку материалов, которые он собирал. Коллекция Инграма «По» хранится в Библиотеке специальных коллекций Альберта и Ширли в Университете Вирджинии .

## Работы
- The Complete Poetical Works of Edgar Allan Poe (Adam and Charles Black, 1874)
- The Works of Edgar Allan Poe(4 volumes; London: A and C. Black, 1899)
- Chatterton & his poetry (London, G. G. Harrap & company, 1916)
- Christopher Marlowe and his associates (London : G. Richards, 1904)
- Claimants to royalty (London, D. Bogue, 1882)
- Edgar Allan Poe: his life, letters, and opinions (London : W. H. Allen, 1886)
- Elizabeth Barrett Browning (Boston, Little, Brown, [1888])
- Flora symbolica (London, F. W. Warne and co., [1869])
- The haunted homes and family traditions of Great Britain (London, W.H. Allen & co., 1884)
- Marlowe & his poetry (London, G. G. Harrap & company, 1914)
- Oliver Madox Brown. A biographical sketch, 1855—1874 (London, E. Stock, 1883)
- The true Chatterton; a new study from original documents (London, etc., T. F. Unwin, 1910)